# Уолуърт (окръг, Южна Дакота)
Вижте пояснителната страница за други значения на Уолуърт.
Окръг Уолуърт (на английски: Walworth County) е окръг в щата Южна Дакота, Съединени американски щати. Площта му е 1928 km², а населението - 5543 души (2017). Административен център е град Селби.